# Comunità territoriale di Hlevacha
La Comunità territoriale di insediamento di Hlevakha (in ucraino Глевахівська селищна громада?) è una hromada ucraina, situata nel distretto di Fastiv e nell'oblast' di Kiev. Il suo centro amministrativo è l'insediamento rurale di Hlevakha.
L'area della comunità è di 96,6 km², e la popolazione è di 12 776 abitanti (dato del 2020).

## Suddivisioni

### Insediamenti di tipo rurale
- Hlevacha
- Zelenyj Bir

### Villaggi
- Berezenščyna
- Borysiv
- Derev'janky
- Kobci
- Krušynka
- Krjačky
- Mala Buhaïvka
- Marchalivka
- Putrivka
- Zajciv
- Zalizne